# La casa di sabbia e nebbia
La casa di sabbia e nebbia (House of Sand and Fog) è un film del 2003 diretto da Vadim Perelman, tratto dall'omonimo romanzo di Andre Dubus III ed interpretato da Jennifer Connelly, Ben Kingsley e Shohreh Aghdashloo.
Ha ricevuto tre nomination agli Oscar, per il miglior attore (Ben Kingsley), attrice non protagonista (Shohreh Aghdashloo) e colonna sonora.

## Trama
Una ragazza, alcolizzata e con gravi problemi economici, Kathy Nicolo, abbandonata dal marito, vive in una casa, sita in cima a un promontorio, lasciatale in eredità dal padre. A causa di un errore giudiziario riguardo tasse non dovute, Kathy viene privata anche di quest'ultima cosa rimasta, requisita dalla contea per essere venduta all'asta ad un ex-colonnello iraniano dell'aeronautica (ora operaio), Behrani, il quale vive con la moglie Nadi e il figlio Esmail, afflitto anch'egli da problemi economici, ma pieno d'orgoglio e dignità.
Un poliziotto che l'ha sfrattata di casa, Lester Burdon, la invita a trovarsi un avvocato per poter riacquistare la casa. Behrani compra la casa con l'intenzione di migliorarla e venderla.
Un giorno, Kathy nota che degli operai ristrutturano la casa e, dopo essersi confrontata con loro, si ferisce al piede e viene curata da Nadi e Esmail.
L'avvocato di Kathy l'assicura che, a causa di un errore della contea, torneranno i soldi di Behrani. Questi però non è disposto a cedere la casa, neanche a un prezzo inclusivo delle spese sostenute per il miglioramento, dato che intende rivenderla al prezzo di mercato, quattro volte superiore quello dell'acquisto, e usare la differenza per pagare gli studi al figlio Esmail.
Intanto Kathy si innamora di Lester, il quale lascia la propria moglie e i due figli. Lester affronta Behrani ma non ottiene alcun risultato.
Disperata, Kathy tenta il suicidio fuori casa, ma Behrani la scopre e la porta dentro casa per aiutarla, ma Kathy cerca di nuovo di suicidarsi con un'overdose di pillole nella vasca da bagno, ma la moglie Nadi la salva facendola vomitare. Lester irrompe nella casa, nell'istante in cui Behrani e Nadi hanno messo a letto Kathy; Lester chiude tutta la famiglia nel bagno, minacciandoli fino a che Behrani non si decida a lasciare la casa.
Behrani accetta di vendere la casa e va con Esmail e Lester in ufficio per riscuotere i soldi della vendita alla contea; fuori dall'ufficio, Behrani blocca Lester e Esmail ruba la pistola minacciando Lester; dei poliziotti assistono alla scena e sparano ad Esmail, sotto gli occhi del padre che viene arrestato, ma viene rilasciato poco dopo e si reca in ospedale dove suo figlio non ce l'ha fatta.
Affranto e addolorato, Behrani va a casa e uccide Nadi avvelenandola con un tè pieno di pillole dopodiché si uccide soffocandosi con una busta di plastica. I loro corpi vengono ritrovati da Kathy che cerca di rianimare Behrani ma è troppo tardi. Dopo la tragedia Kathy desidera solo abbandonare definitivamente quella casa.

## Distribuzione
- Stati Uniti d'America: 26 dicembre 2003
- Italia: 30 gennaio 2004

## Riconoscimenti
- 2004 - Premio Oscar
  - Nomination Miglior attore protagonista a Ben Kingsley
  - Nomination Miglior attrice non protagonista a Shohreh Aghdashloo
  - Nomination Miglior colonna sonora a James Horner
- 2004 - Golden Globe
  - Nomination Miglior attore in un film drammatico a Ben Kingsley
- 2004 - Screen Actors Guild Award
  - Nomination Miglior attore protagonista a Ben Kingsley
- 2004 - Critics' Choice Movie Award
  - Nomination Miglior attore protagonista a Ben Kingsley
  - Nomination Miglior attrice protagonista a Jennifer Connelly
- 2003 - Chicago Film Critics Association Award
  - Nomination Miglior regista esordiente a Vadim Perelman
  - Nomination Miglior attore protagonista a Ben Kingsley
- 2003 - National Board of Review Award
  - Migliori dieci film
  - Miglior regista esordiente a Vadim Perelman
- 2004 - Los Angeles Film Critics Association Award
  - Miglior attrice non protagonista a Shohreh Aghdashloo
- 2004 - Independent Spirit Award
  - Miglior attrice non protagonista a Shohreh Aghdashloo
  - Nomination Miglior film d'esordio a Vadim Perelman e Michael London
  - Nomination Miglior attore protagonista a Ben Kingsley
- 2004 - Kansas City Film Critics Circle Award
  - Miglior attrice protagonista a Jennifer Connelly
- 2003 - New York Film Critics Circle Award
  - Miglior attrice non protagonista a Shohreh Aghdashloo
- 2004 - Satellite Award
  - Nomination Miglior attrice in un film drammatico a Jennifer Connelly
  - Nomination Miglior montaggio a Lisa Zeno Churgin
- 2004 - Artios Award
  - Nomination Miglior casting per un film drammatico a Deborah Aquila e Tricia Wood
- 2004 - Dallas-Fort Worth Film Critics Association Awards
  - Nomination Miglior attore protagonista a Ben Kingsley
- 2005 - London Critics Circle Film Awards
  - Nomination Attore britannico dell'anno a Ben Kingsley
- 2004 - National Society of Film Critics Awards
  - Nomination Miglior attrice non protagonista a Shohreh Aghdashloo
- 2004 - Online Film Critics Society Awards
  - Miglior attrice non protagonista a Shohreh Aghdashloo
  - Nomination Miglior attore protagonista a Ben Kingsley
- 2003 - Phoenix Film Critics Society Awards
  - Miglior attore protagonista a Ben Kingsley
  - Nomination Miglior performance rivelazione a Vadim Perelman
  - Nomination Miglior sceneggiatura non originale a Vadim Perelman e Shawn Lawrence Otto
- 2004 - Vancouver Film Critics Circle
  - Nomination Miglior attore protagonista a Ben Kingsley
  - Nomination Miglior attrice protagonista a Jennifer Connelly
  - Nomination Miglior attrice non protagonista a Shohreh Aghdashloo
- 2003 - Washington DC Area Film Critics Association Awards
  - Nomination Miglior attore protagonista a Ben Kingsley